# Zoltán Székely
Zoltán Székely (Budapest, 23 de febrero de 1952) es un deportista húngaro que compitió en esgrima, especialista en la modalidad de espada. Ganó tres medallas en el Campeonato Mundial de Esgrima entre los años 1981 y 1982, y una medalla en el Campeonato Europeo de Esgrima de 1981.

## Palmarés internacional
| Campeonato Mundial | Campeonato Mundial         | Campeonato Mundial | Campeonato Mundial |
| Año                | Lugar                      | Medalla            | Prueba             |
| ------------------ | -------------------------- | ------------------ | ------------------ |
| 1981               | Clermont-Ferrand (Francia) | Medalla de oro     | Espada individual  |
| 1981               | Clermont-Ferrand (Francia) | Medalla de bronce  | Espada por equipos |
| 1982               | Roma (Italia)              | Medalla de bronce  | Espada por equipos |
| Campeonato Europeo |                            |                    |                    |
| Año                | Lugar                      | Medalla            | Prueba             |
| 1981               | Foggia (Italia)            | Medalla de bronce  | Espada individual  |